# Hugo Groothoff
Hugo Groothoff (né le 23 novembre 1851 à Hambourg ; mort le 30 mai 1918 au même endroit; nom complet Carl Heinrich Hugo Groothoff) était un architecte allemand.

## Biographie
Hugo Groothoff naît le 23 novembre 1851 à Hambourg. Il est le fils de Carl Rudolf Bernhard Groothoff, commerçant, et d'Auguste Emilie Schultz. De 1869 à 1873, il étudie l'architecture à l'Université Gottfried-Wilhelm-Leibniz de Hanovre où il suit notamment les enseignements de Conrad Wilhelm Hase.
À partir de 1874, Hugo Groothoff travaille comme directeur de construction à Francfort-sur-le-Main et à Wiesbaden pour différents architectes. En 1880, dirige les travaux lors de la construction de l'Église de la Trinité de Hanovre. De 1882 à 1884, il est architecte indépendant avec Hans Grisebach à Wiesbaden. Il retourne ensuite à Hambourg.
De 1884 à 1887, Groothoff enseigne les arts décoratifs et l'ornementation à l'École des métiers. À partir de 1887, il travaille à nouveau comme architecte indépendant à Hambourg, initialement sur de petites commandes. Plus tard, il se fait connaître pour ses églises de style néogothique et pour d'autres bâtiments publics dans lesquels il utilise différents styles. Nombre de ses constructions seront détruites ou endommagées pendant la Seconde Guerre mondiale.
C'est également en 1887 qu'il épouse Hermine Sophie Köster, la fille d'un marchand de vin avec qui il aura quatre enfants.
Hugo Groothoff meurt le 30 mai 1918 à Hambourg. Il est enterré au Ohlsdorfer Friedhof à Hambourg sur la tombe de la famille Koester/Groothoff,.

## Réalisations
| Photo                    | Année     | Bâtiment                                                                             | Lieu                   | Description |
| ------------------------ | --------- | ------------------------------------------------------------------------------------ | ---------------------- | --- |
|                          | 1888–1889 | Synagogue „D.S. Wallichs Klause“                                                     | Hamburg-Neustadt       | Nouvelle construction. Synagogue désaffectée dans les années 1920. |
|                          | 1891      | Pastorat avec salle de prières.                                                      | Hamburg-Stellingen     | Nouvelle construction, détruit en 1943. |
| Église réformée d'Aukrug | 1893      | Église réformée d'Aukrug                                                             | Aukrug                 | Avec l'église-halle au plan en forme de croix, le maître d'œuvre Groothoff réalise pour la première fois une église de village selon un plan qu'il réutilisera. Les dimensions et les proportions des églises rurales qu'il a ensuite construites à Wankendorf, Brokstedt, Hamburg-Eidelstedt et Hennstedt sont également à peu près les mêmes. |
|                          | 1893–1895 | Église et cure                                                                       | Hamburg-Hamm           | Nouvelle construction, détruite en 1943. |
|                          | 1894      | Pastorat de l'Église Saint-Martin                                                    | Hamburg-Horn           | Nouvelle construction, détruite en 1943 |
|                          | 1894      | Église réformée de Wankendorf                                                        | Wankendorf             | Nouvelle construction |
|                          | 1894–1895 | Église du Christ de Pinneberg                                                        | Pinneberg              | Nouvelle construction |
|                          | 1895      | Pastorat et salle de prière                                                          | Kiebitzreihe           | Nouvelle construction, transformée en logement en 1971 |
|                          | 1895–1896 | Église réformée de Schiffbek                                                         | Schiffbek              | Nouvelle construction, détruite en 1943 |
|                          | 1896      | Église du Christ de Hansühn                                                          | Hansühn                | Nouvelle construction |
|                          | 1896      | Chapelle au bon pasteur de Tangstedt et pastorat                                     | Tangstedt              | Nouvelle construction, transformée en 1964-1965 |
|                          | 1896–1897 | Église de la Fondation Saint-Jean de Berlin                                          | Berlin-Plötzensee      | Nouvelle construction, détruite après 1910 pour la construction du Westhafen |
|                          | 1897–1899 | Église du Saint-Sauveur de Hambourg-Lohbrügge                                        | Hambourg-Lohbrügge     | Nouvelle construction |
|                          | 1898      | Tour Bismarck de Lütjenburg                                                          | Lütjenburg             | Nouvelle construction |
|                          | 1898–1899 | Église Saint-Marc de Hambourg-Hoheluft-Ost                                           | Hamburg-Hoheluft-Ost   | Nouvelle construction, gravement endommagée en 1943, reconstruite d'ici 1949 comme église d'urgence |
|                          | 1898–1900 | Église Saint-Matthieu de Lübeck                                                      | Lübeck                 | Nouvelle construction |
|                          | 1899–1900 | Église réformée de Brokstedt                                                         | Brokstedt              | Nouvelle construction |
|                          | 1899–1900 | Hôtel de ville                                                                       | Hamburg-Rothenburgsort | Nouvelle construction, détruite pendant la Seconde Guerre mondiale |
|                          | 1900      | Mausolée de Wilhelm Bergner dans l'ancien cimetière de Hamburg-Lohbrügge             | Hamburg-Lohbrügge      | Nouvelle construction |
|                          | 1900–1901 | Couvent Marie-Madeleine                                                              | Hamburg-Eilbek         | Nouvelle construction, détruite pendant la Seconde Guerre mondiale |
|                          | 1900–1901 | Église Marie-Madeleine de Reinbek et cure                                            | Reinbek                | Nouvelle construction |
|                          | 1900–1901 | Église de la Trinité de Hamburg-Allermöhe                                            | Hamburg-Allermöhe      | Restauration de l'église consacrée en 1614 |
|                          | 1902      | Cure de l'Église Saint-Nicolas de Hambourg-Altengamme                                | Hamburg-Altengamme     | Nouvelle construction |
|                          | 1902–1903 | Église de Stockelsdorf                                                               | Stockelsdorf           | Nouvelle construction |
|                          | 1903      | Église Saint-Nicolas de Hambourg-Moorfleet                                           | Hamburg-Moorfleet      | Restauration de la nef de l'église consacrée en 1680 |
|                          | 1902–1903 | Église du Saint-Esprit de Hambourg-Barmbek-Sud                                       | Hamburg-Barmbek-Süd    | Nouvelle construction, gravement endommagée en 1943, restaurée d'ici à 1955, détruite en 2008 |
|                          | 1903      | Chapelle de Wittdün                                                                  | Wittdün                | Nouvelle construction |
|                          | 1904–1905 | Église Saint-Emmanuel de Hambourg-Veddel                                             | Hamburg-Veddel         | Nouvelle construction, détruite en 1944, reconstruite sous une forme modifiée jusqu'en 1954. |
|                          | 1904–1906 | Hôpital de la Mer de Sahlenburg                                                      | Cuxhaven-Sahlenburg    | Nouvelle construction |
|                          | 1905–1906 | Foyer allemand des marins de Wolfgangsweg, Maison de la Mission allemande des marins | Hamburg-Neustadt       | Nouvelle construction |
|                          | 1905–1906 | Église Luther de Hambourg-Neustadt                                                   | Hamburg-Neustadt       | Nouvelle construction, détruite pendant la Seconde Guerre mondiale |
|                          | 1906      | Église Sainte-Elisabeth de Hambourg-Eidelstedt                                       | Hamburg-Eidelstedt     | Nouvelle construction |
|                          | 1906      | Église Saint-Paul de Hambourg-Heimfeld                                               | Hamburg-Heimfeld       | Nouvelle construction |
|                          | 1906–1907 | Église Saint-André de Hambourg-Harvestehude                                          | Hamburg-Harvestehude   | Nouvelle construction, détruite en 1943, reconstruite d'ici 1951. |
|                          | 1907      | Église du Christ de Hennstedt                                                        | Hennstedt              | Nouvelle construction |
|                          | 1907–1908 | Salle communale de l'Église Saint-Jean-Harvestehude                                  | Hamburg-Rotherbaum     | Nouvelle construction |
|                          | 1908–1909 | Bibliothèque Kohlhöfen                                                               | Hamburg-Neustadt       | Nouvelle construction |
|                          | 1911      | Chapelle du nouveau cimetière de Harbourg                                            | Hamburg-Harburg        | Nouvelle construction, endommagée pendant la Seconde Guerre mondiale, transformée en 1961-1962 |
|                          | 1912–1913 | Pik As, asile pour les personnes sans abri                                           | Hamburg-Neustadt       | Nouvelle construction |
|                          | 1915      | Bibliothèque de Eilbek                                                               | Hamburg-Eilbek         | Nouvelle construction |

## Prix et distinctions
Le 19 mars 1899, Hugo Groothoff reçut l'Ordre de la Couronne prussien pour ses services dans la construction d'églises.
Dans le quartier hambourgeois de Winterhude, la Groothoffgasse porte son nom depuis 1929.